# شیشه‌های کم گسیل و خود تمیز شونده
فناوری نانو در صنایع ساختمان هم نقش بسزایی دارد، در این راستا بیشترین سهم را صنایع فولاد، شیشه وبتن ایفا می‌کنند. کاربرد نانو ذرات در صنعت ساختمان که مهم‌ترین آن‌ها نانولوله‌های کربنی(CNT (و دی‌اکسید تیتانیوم(TiO2) هستند، عموماً" در سازه‌های اصلی باعث افزایش خواص مکانیکی نمونه‌ها شده و در بخش نازک کاری نیز کاربرد نانو پوشش‌ها در نمای داخلی وخارجی ساختمان‌ها نیز از اهمیت ویژه‌ای برخورداراست.
برای مثال، گل رس وسرامیک را می‌توان به ابعاد نانو درآورده و به صورت پودر با نانو پلیمرها مخلوط کرده و در محیطی خنثی مصالحی سخت ومقاوم را که نمونه آن تا به حال دیده نشده بوجود آورد.

## فناوری نانو وپوشش‌های ساختمانی
نانو پوشش‌ها ی ساختمان ضمن اینکه باعث دفع آب شده وجذب کثیفی را به حداقل می رسانند، نمای ساختمان را در مقابل اشعهUV مقاوم می سازند. این نانو پوشش‌ها در سطوحی از جمله؛ سیمان، آجر، سفال، سنگ معمولی، کاشی ، مرمر، چوب، سرامیک، شیشه، فولاد وبتن به کار می روند. ساخت بتن تقویت شده، خود تعمیرکننده و خود تمیز شونده، شیشه‌های خود تمیز شونده، مقاوم در برابر آتش وکنترل‌کننده انرژی و در نتیجه صرفه جویی درمصرف انرژی، استفاده از رنگ‌های حاصل ازعلم نانوکه باعث عدم نفوذ باکتری ها به ساختمان‌های اداری، مسکونی، بیمارستان هاوغیره شده و به آنهاعمری طولانی، محیطی عاری از باکتری و ماهیتی غیر قابل کثیف شدن وفرسودگی می بخشند نیز از دیگر کاربردهای مهم فناوری نانو در صنعت ساختمان است. بدین ترتیب به راحتی می‌توان تشخیص داد که ما با دنیای تازه‌ای به نام فناوری نانو روبروهستیم. متخصصان علم نانو براین باورند که بعد از تولید ماشین‌های بخار، موتور وتوسعه IT ، فناوری این علم افق‌های تازه ای را به دنیای انسان ها بازخواهد کرد. فناوری نانو، قادراست مواد را تا اندازه‌ای کوچک کند که با دوباره‌سازی آن‌ها بتوان مواد وفناوری‌های جدیدی را به دنیا عرضه نمود.نانو پوشش‌های ساختمان درسطوح داخلی وخارجی ساختمان‌ها استفاده می‌شوند. در این سطوح (سطوح هوشمند) که عموماً" فوق آبدوست یا فوق آبگریزهستند واکنش‌ها بر روی سطح صورت می‌گیرد. لازم به ذکر است که نانوپوشش‌ها ساختمان آنتی باکتریال بوده و برای سلامتی انسان بی ضررهستند.

### شیشه و نانوتکنولوژی
از کاربردهای نانوتکنولوژی در صنعت ساخت شیشه می‌توان به محصولاتی مانند شیشه‌های خودتمیز شونده، شیشه‌های کنترل‌کننده انرژی و شیشه‌های محافظ در برابر آتش اشاره کرد. در ساخت شیشه‌های خود تمیز شونده از نانو ذرات دی اکسید تیتانیوم استفاده می‌شود. این شیشه‌ها دارای خاصیت ضدلک و ضدعفونی‌کنندگی هستند. ساخت شیشه‌های خود تمیزشونده که حتی مشکل تمیزکاری پنجره‌ها بخصوص در ساختمان‌های بلند را از میان برمی‌دارد، با کمک فناوری نانو حاصل شده‌است. شیشه‌های محافظ در برابر آتش از طریق قرار دادن یک لایه شفاف محتوی نانوذرات سیلیس در میان دو صفحه شیشه‌ای ساخته می-شوند. شیشه‌های کنترل‌کننده انرژی سبب کاهش عبور امواج ماورای بنفش و مادون قرمز، و تنظیم عبور نور مرئی و هم چنین جلوگیری از اتلاف انرژی در بخش‌های مختلف و استفاده بهینه انرژی در ساختمان شده‌است. از طرفی به حفظ و نگهداری ساختمان برای مدت طولانی، و همچنین مقاوم‌سازی آن، حتی در برابر حوادث غیرمترقبه کمک بسیاری می‌کند.
عامل کثیفی و لک بر روی شیشه فرورفتگی‌های میکروسکوپی در سطح شیشه و نشست ذرات گردوغبار و ترکیب آن‌ها با آب و چربی‌ها است. ماده نانوئی دی‌اکسید تیتانیوم با قرار گرفتن بر روی سطح شیشه، باعث پوشش فرورفتگی‌ها شده و سطح شیشه کاملاً مسطح میگردد. از اینرو مانع از کثیف و خیس شدن سطح می‌شود و در نتیجه با یک بار بارش باران یا آب ریختن بر روی سطح تمامی کثیفی آن از بین می‌رود

#### نانو ذرات دی‌اکسید تیتانیوم
نانو ذرات دی‌اکسید تیتانیوم عضوی از خانواده بزرگ نانو ذرات هستند به سبب ایجاد خاصیت خود تمیزکنندگی برای سطوح، از ابتدای شکل‌گیری فناوری نانو، مورد توجه ویژه واقع شده‌اند. از این نوع فوتو کاتالیست می‌توان برای ساخت شیشه‌ها و آجرها ی خود تمیز کن در نمای ساختمان‌ها استفاده کرد. علاوه بر این با پوشش دهی نانو ذرات دی اکسیدتیتانیوم بر زیر لایه‌های مناسب، می‌توان فیلترهای کار آمدی برای از بین بردن بو، تصفیه هوا و آب و فاضلاب ساخت.
پوشش‌هایی از ماده دی‌اکسید تیتانیوم را با استفاده از روش‌های گوناگون، بر روی شیشه لایه نشانی می‌کنند. این پوشش با توجه به خاصیت نیمه هادی اکسیدی دی‌اکسید تیتانیوم طی دو مکانیزم باعث به وجود آمدن دو خاصیت می‌شود. زمانی که پوشش دی اکسیدتیتانیوم بر روی شیشه‌ها در معرض تابش UV (که بخش اعظم نور خورشید را تشکیل می‌دهد) قرار می‌گیرد، آلودگی‌هایی مانند گرد و غبار و ذرات همراه باران را که به مرور زمان بر روی شیشه باعث آلوده شدن و عدم دید خوب می‌شود، تجزیه می‌کند.

##### شیشه‌های کم گسیل و خود تمیز شونده
پوشش‌های Nanoprotect AG که در صنعت خودرو‌سازی کاربرد دارد، موجب دفع آب و ذرات گرد و غبار شده و به راحتی می‌توان سطح آن را تمیز کرد. این روکش همچنین ضدسایش بوده و علاوه بر مقاوم بودن در برابر پرتوهای فرابنفش، از دوامی طولانی برخوردار است. مشکل آلودگی سطوح مخصوصاً در مورد سطوح با انرژی بالا همانند شیشه یا فلز که تمایل به جذب مولکول¬های دیگر دارند، فراگیر است. راهبرد معمول برای حل این مشکل، کاهش انرژی آزاد سطحی این مواد بدون از بین رفتن ویژگی‌هایی همانند شفافیت است. برای رسیدن به سطوح آسان تمیزشونده باید به طریقی انرژی سطح را کاهش داد. یکی از مثال‌های آشنای این مورد، روکش‌های پرفلوئوره ( تفلون ) بر روی ظروف آشپزی نظیر تابه¬های نچسب است. معمولاً زمانی که زاویه تماس آب بالای100 درجه است، ویژگی دفع روغن و آب افزایش می یابد. نکته قابل تامل این است که این نوع پوشش‌های کاهنده انرژی سطحی بر روی موادی چون شیشه قابل استفاده نیست. زیرا اساس استفاده از شیشه، که شفافیت است را به شدت کاهش می‌دهد. برای رسیدن به شیشه با انرژی سطحی پایین باید از لایه‌های نازک بر روی سطح استفاده شود، تا شفافیت تغییر قابل ملاحظه‌ای نداشته باشد. در عین حال بتواند خواص جدید مورد نیاز را نیز تأمین کند. برای این منظور می‌توان از مواد مختلفی استفاده کرد. این مواد باید به گونه‌ای انتخاب شوند که پس از نشستن بر روی سطح شیشه گروه‌های آبگریز آن‌ها ( نظیر متیل، اتیل و ... ) به سمت خارج جهت‌گیری کند، تا ضمن کاهش جذب آلودگی به راحتر تمیز شدن آن نیز کمک کند. 

###### نحوه عملکرد پوشش نانو ذرات دی‌اکسید تیتانیوم بر روی شیشه
انوذرات دی اکسیدتیتانیوم، عضوی از خانواده بزرگ نانوذرات هستند که به سبب ایجاد خاصیت خودتمیزکنندگی برای سطوح، از ابتدای شکل‌گیری فناوری نانو، مورد توجه ویژه واقع شده‌اند. از این نوع فوتوکاتالیست می‌توان برای ساخت شیشه‌ها و آجرهای خود تمیز شونده در نمای ساختمان‌ها استفاده کرد. علاوه بر این با پوشش دهی نانوذرات دی‌اکسید تیتانیوم بر زیرلایه‌های مناسب، می‌توان فیلترهای کارآمدی برای از بین برندن بو، تصفیه هوا و آب و فاضلاب ساخت. پوشش‌هایی از ماده دی اکسیدتیتانیوم را با استفاده از روش‌های گوناگون، بر روی شیشه لایه نشانی می‌کنند. این پوشش با توجه به خاصیت نیمه هادی اکسیدی دی اکسیدتیتانیوم طی دو مکانیزم متفاوت باعث به وجود آمدن دو خاصیت به شرح زیر می‌شود. زمانی که پوشش دی اکسیدتیتانیوم بر روی شیشه‌ها در معرض تابش UV (که بخش اعظم نور خورشید را تشکیل می‌دهد ) قرار می‌گیرد، آلودگی‌هایی مانند گرد و غبار و ذرات همراه باران را که به مرور زمان بر روی شیشه باعث آلوده شدن و عدم دید خوب می‌شود، تجزیه می‌کند.
خاصیت دومی که این پوشش به شیشه می‌دهد خاصیت آب دوستی است به این ترتیب که آلودگی‌های تجزیه شده هیدروکربن‌های آلی بر روی شیشه، بر اثر بارش باران یا آبی که به صورت مصنوعی بر روی شیشه ریخته می‌شود، به صورت ورقه‌ای پایین می‌آید.

###### ویژگی‌ها
- پس زدن آب و روغن از روی شیشه
- عدم چسبیدن آلودگی و کثیفی بر روی شیشه
- پاک شدن گل و لای به وسیلهٔ آب باران
- عدم رسوب گرفتن شیشه
- ممانعت از خوردگی
- افزایش استحکام و مقاومت شیشه در برابر خش افتادگی
- جلوگیری از تشکیل اثر انگشت روی شیشه
- روشن تر و شفاف تر شدن شیشه تا 20%
- یکنواخت تر شدن سطح شیشه تا 30%
- افزایش دید از طریق شیشه در شرایط بد آب و هوایی
- تمیز باقی ماندن شیشه تا مدت زمان طولانی
- ضد انعکاس

دیگر ویژگی‌های شیشه‌های پوشش داده شده با نانو اکسید تیتانیوم:
- بدون هیچ گونه تغییر رنگ و کشیدن لایه‌ای بر روی سطح شیشه ( بر خلاف رزین‌ها ) با سطح شیشه واکنش می‌دهد و سطحی کاملاً صیقلی را شکل می‌دهد. ( آنتی استاتیک : عدم جذب گرد و غبار )
- خاصیت خود تمیز شوندگی: به دلیل عدم جذب آلاینده‌ها بر روی سطح شیشه؛ با وزش باد و بارش باران شیشه تمیز می‌شود.
- عدم رسوب گرفتن سطح شیشه در استخرها و سرویس‌های بهداشتی.
- شفاف باقی ماندن سطح شیشه برای مدت طولانی .
- افزایش مقاومت شیشه در برابر سایش و خوردگی( برای شیشه‌های ساختمان و خودروها )
- اجرای آسان محلول بر روی سطح شیشه
- کاملا مقرون به صرفه برا مصارف خانگی و صنعتی و پیمانکاری .
- در صورت لازم افزودن خاصیت فتوکاتالیستی به محلول ( تمیز شدن شیشه در زیر نور آفتاب )